# گودمته
گودمته (انگلیسی: Borehole) شفت باریکی است که در زمین به صورت عمودی یا افقی حفاری می‌کند. یک گودمته ممکن است برای اهداف مختلفی ساخته شود، از جمله استخراج آب (چاه آب حفر شده و چاه لوله)، مایعات دیگر (مانند نفت)، یا گازها (مانند گاز طبیعی). همچنین ممکن است بخشی از تحقیقات ژئوتکنیکی، ارزیابی مکان‌های زیست‌محیطی، اکتشاف مواد معدنی، اندازه‌گیری دما، به عنوان یک حفره آزمایشی برای نصب پایه‌ها یا تأسیسات زیرزمینی، برای تأسیسات زمین گرمایی، یا برای ذخیره‌سازی زیرزمینی مواد ناخواسته استفاده شود. به عنوان مثال. در جذب و ذخیره کربن